# Peyraud
Peyraud ist ein Ort und eine südfranzösische Gemeinde mit 517 Einwohnern (Stand 1. Januar 2022) im Norden des Départements Ardèche.

## Lage
Peyraud liegt im Rhône-Tal knapp 19 Kilometer (Fahrtstrecke) nordöstlich von Annonay bzw. circa 50 Kilometer nördlich von Valence in einer Höhe von ca. 150 m ü. d. M. Das Klima ist gemäßigt; Regen fällt verteilt über das ganze Jahr.

## Bevölkerungsentwicklung
| Jahr                       | 1800 | 1851 | 1901 | 1954 | 1999 | 2017 |
| Einwohner                  | 350  | 400  | 359  | 398  | 451  | 495  |
| Quellen: Cassini und INSEE |      |      |      |      |      |      |

Der kontinuierliche Rückgang der Einwohnerzahlen seit Beginn des 20. Jahrhunderts ist im Wesentlichen auf die Mechanisierung der Landwirtschaft und den damit einhergehenden Verlust an Arbeitsplätzen zurückzuführen. Wegen der Nähe zur Stadt Vienne ist die Bevölkerung seit den 1980er Jahren wieder leicht angewachsen.

## Wirtschaft
Traditionell lebte die Bevölkerung vom Feldbau, zu der auch der Weinbau gehörte, und ein wenig Viehzucht. Heute arbeiten viele in den kleineren Betrieben am Ufer der Rhône; andere fahren zur Arbeit nach Vienne oder nach Annonay. Der auf dem Gemeindegebiet produzierte Wein wird unter den Appellationen Ardèche, Comtés Rhodaniens, Côtes du Rhône etc. vermarktet. Auch der Tourismus in Form der Vermietung von Ferienhäusern (gîtes) spielt eine bedeutende Rolle im Wirtschaftsleben des Ortes.

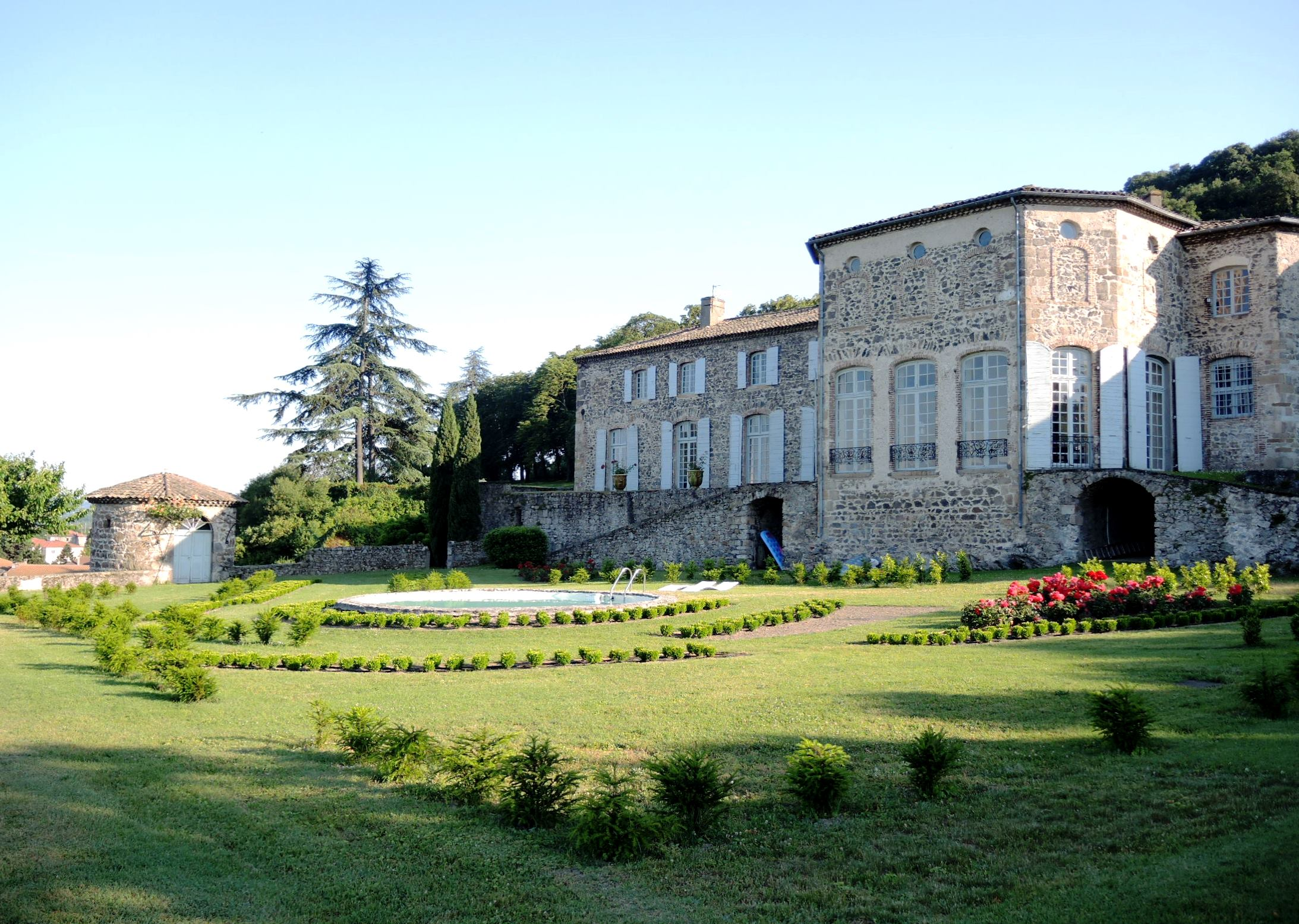
Garten des Château de Peyraud

## Geschichte
Das Rhônetal war bereits in der Antike ein wichtiger Verkehrs- und Handelsweg. Auch das Umland von Peyraud war geprägt von römischer oder gallorömischer Kultur, denn an mehreren Stellen wurden Überreste römischer Dachziegel gefunden. Eine päpstliche Bulle aus dem Jahr 1408 bestätigt die Existenz einer kleinen Prioratskirche. Auch eine Burg findet Erwähnung, die im Jahr 1350 von einem Trupp der Stadt Lyon zerstört wurde. Ende des 14. Jahrhunderts wurde eine neue Burg errichtet, die jedoch während der Hugenottenkriege im Jahr 1574 von den Katholiken zerstört und erst zu Beginn des 18. Jahrhunderts erneuert wurde.

## Sehenswürdigkeiten
- Die ehemalige Priorats- und Pfarrkirche St-Martin wurde im 12. Jahrhundert erbaut, doch später mehrfach erneuert. Ein vierteiliger Glockengiebel trennt Kirchenschiff und Apsis. Rechts des Portals sind zwei Steinplatten mit mittelalterlichen Inschriften angebracht.
- Eine kleine Steinbrücke quert den Bach Crémieux.
- Das im frühen 18. Jahrhundert auf mittelalterlichen Mauern im klassizistischen Stil erbaute Château steht in leicht erhöhter Position am nördlichen Ortsrand.

außerhalb
- Die bereits im Jahr 1206 erstmals erwähnte Chapelle Notre-Dame de la Pitié im Weiler Verlieux stammt in ihrer heutigen Form aus dem 16. Jahrhundert.